# Эдди, Кларенс
Хайрем Кларенс Эдди (англ. Hiram Clarence Eddy; 23 июня 1851, Гринфилд, Массачусетс — 10 января 1937, Чикаго, Иллинойс) — американский органист и композитор.
Учился в Хартфорде у Дадли Бака, затем в начале 1870-х гг. в Берлине у Карла Альберта Лёшгорна (фортепиано) и Карла Августа Гаупта (контрапункт). Совершенствовался также в Париже под руководством Сезара Франка и Александра Гильмана. С 1874 г. работал органистом в различных протестантских храмах Чикаго. Выступал с концертами на Всемирных выставках в Вене (1873) и Филадельфии (1876). В 1877—1879 гг. выступил с циклом из 100 концертов, исполняя весьма разнообразный репертуар и не повторив ни одного произведения.
В 1875 г. занял пост музыкального руководителя в Школе музыкального искусства Херши, которая была основана Сарой Херши, принадлежавшей к известному в США семейству предпринимателей (дальней родственницей Милтона Херши). В 1879 г. Эдди и Херши поженились и продолжали совместно руководить школой до 1885 г., когда она была закрыта.
Кларенсу Эдди принадлежит ряд органных сочинений и книг об органе. Он также перевёл на английский язык учебник своего наставника Гаупта «Контрапункт, фуга и двойной контрапункт» (1876).
Александр Гильман посвятил Эдди Пятую сонату Op. 80 (1894), а Леон Боэльман — четвёртую из Двенадцати пьес Op.16 (1891).